# Ита (съпруга на Пипин Ланденски)
Вижте пояснителната страница за други личности с името Ита.
Света Ита или Ита от Нивел (на латински: Itta; Ida, Itte, Iduberga, 592, † 8 май 652 г.) e съпруга на Пипин I Ланденски, майордом на Австразия.

## Биография
Дъщеря е на Свети Арноалд, епископ на Мец (601 – 609), син на гало-римския сенатор Ансберт и Блитилде. Сестра е на Доде или Дода, съпруга на Арнулф от Мец, прародител и основател на фамилията Каролинги. Вероятно е сестра и на Св. Модоалд (епископ на Трир, 622 – 647).
Съпругът ѝ Пипин I Ланденски умира през 640 г. Същата година Ита подарява бенедиктинския манастир в Нивел, Белгия.
Нейният внук Пипин Средни обединява силата и материалното състояние на Арнулфингите и Пипинидите.
Тя е прародител на трима Меровинги – крале. Прародител е на по-късната владетелска династия на Каролингите или Пипинидите. Прабаба е на Карл Мартел и прапрабаба на Карл Велики.
Ида е Светица на римокатолическата църква. Чества се на 8 май.

## Фамилия
Ита се омъжва за Пипин I Ланденски Стари. Те имат четири деца:
- Баво, наричан също граф Аловин от Хаспенгау
- Бега (Светица), от 635 г. съпруга на Арнулфингера Анзегизел, майка на
  - Пипин Ерсталски (Пипин Средни), баща на Карл Мартел, дядото на Карл Велики
  - Мартин от Лаон
  - Клотилда от Ерстал, която се омъжва за Теодорих III, крал на франките
- Гримоалд Стари (* 615; † 656), наследник на Пипин Ланденски като майордом, баща на
  - Хилдеберт III Приемни (осиновен от Сигиберт III), франкски крал на Австразия (656 – 662).
- Света Гертруда (626 – 659), през 644 г. абтеса на основания от майка ѝ манастир Нивел. Тя е покровителка на Ланден.